# Cossington, Somerset
Cossington är en ort och civil parish i Storbritannien.   Den ligger i grevskapet Somerset och riksdelen England, i den södra delen av landet, 200 km väster om huvudstaden London. Cossington ligger 34 meter över havet och antalet invånare är 564.
Terrängen runt Cossington är huvudsakligen platt. Cossington ligger uppe på en höjd. Runt Cossington är det ganska tätbefolkat, med 179 invånare per kvadratkilometer. Närmaste större samhälle är Bridgwater, 6,7 km sydväst om Cossington. Trakten runt Cossington består i huvudsak av gräsmarker.